# 伊鲁尼亚德奥卡
伊鲁尼亚德奥卡（西班牙語：Iruña de Oca）是西班牙巴斯克自治区阿拉瓦省的一个市镇。总面积53km², 总人口1953人（2001年），人口密度37人/km²。